# Paul Brody
Paul Brody (Seattle, 23 juni 1961) is een Amerikaanse jazztrompettist, -componist, geluidsartiest en auteur, gevestigd in Berlijn. In de context van de kunstvormen radiokunst, geluidsinstallatie, compositie en performance, behandelt een groot deel van zijn werken de relatie tussen woord en melodie.

## Biografie

### Jeugd en onderwijs
Brody is de zoon van een Oekraïense immigrant. Zijn moeder was Wenen ontvlucht voor de nationaalsocialisten. Brody bracht het grootste deel van zijn jeugd door in San Leandro, Californië, waar problemen met dyslexie hem ertoe brachten zijn medium van expressie te zoeken in muziek en poëzie. Hij studeerde compositie, poëzie en trompet aan de San Francisco State University en Boston University en Third Stream Music aan het New England Conservatory of Music. Als schrijver en vertolker is Brody actief geweest in het levendige poëzie- en experimentele muziekcircuit van Boston. Aan de Boston University produceerde hij een reeks interdisciplinaire evenementen met acteurs, dansers, dichters en muzikanten die hij de Un-recitals noemde. Hij leerde van dichters als Denise Levertov, Bill Knot, Derek Walcott en Charles Simic en Brody werd vaak uitgenodigd om te lezen in het poëziecircuit van Boston. Nog voordat hij zijn bachelordiploma in muziekuitvoeringen behaalde, had hij al twee prijzen gewonnen van het literatuurtijdschrift Ex Libris van de Boston University. Nadat Brody zijn master in Third Stream Music behaalde aan het New England Conservatory, toerde hij met verschillende ensembles. Later verhuisde hij naar Berlijn om zijn carrière als componist, vertolker en geluidsartiest voort te zetten.

### Geluidskunst
Geïnspireerd door Joseph Beuys, Charles Ives, Samuel Beckett en het Art Ensemble of Chicago, evenals door Studs Terkel en Alan Lomax' tradities van het verzamelen van verhalen en folklore, gebruikt Brody orale geschiedenis om woord- en geluidsgeoriënteerde verhalende structuren te creëren van documentair materiaal. Een verhaal is een melodie en een melodie is een verhaal, citeert Brody in zijn interview met der Tagesspiegel. Over het algemeen onderzoeken zijn geluidsinstallaties de relatie tussen vocale melodie, identiteit en het thuisconcept. Brody gelooft dat hoewel de woorden betekenis overbrengen, de spraakmelodie kan worden gehoord als iets dat zijn eigen onafhankelijke verhaal draagt. Stemmen die de ene taal spreken, gesproken in de sprekende melodie van een andere taal, bevatten oneindig veel complexere parallelle verhalen. Bovendien onthult de spraakmelodie zowel onpersoonlijke als persoonlijke informatie: afkomst, familiegeschiedenis of reis, maar ook emotionele toestand en fysieke conditie.
Brody's eerste grote geluidsinstallatie was in 2011 te zien in het Joods Museum Berlijn in de tentoonstelling over lokale geschiedenis. Five Easy Pieces onderzoekt de thuisconceptie door mensen, die in Berlijn wonen en beschrijven hoe ze zichzelf zien in relatie tot de stad die ze hebben geadopteerd. In de installatie komen de Zwitserse filmmaker Dani Levy, de Afro-Duitse schrijfster Katharina Oguntoye, de Indiase curator Mini Kapur, de docenten Anna en Helmut Franz en Brody zelf aan het woord. Terwijl Berlijners beschrijven waar ze in Berlijn wonen, onthullen hun spraakmelodieën veel over hun emotionele toestand en hun afkomst. Het museum bouwde voor deze installatie een ruimte met een meerkanaals-geluidssysteem. Als onderdeel van het transmediale festival voor digitale kunst en cultuur creëerde Brody voor de kunstruimte N.K. het surveillancekunstwerk Five Families Listening: A listening installation (2015). Met behulp van geheime opnamen verkent het stuk de akoestische ruimtes van huiskamers waar gezinnen chatten.
De installatie Art Accompanying Noise (2016) voor de prinz-georg//raum für Kunst is een belangrijk werk, waarin Brody de geluiden verkent die ontstaan rond verschillende werkende artiesten, terwijl ze spreken over hun eigen creatieve proces. De klanken van het werk weerspiegelen het gebruikte materiaal en vertellen hun eigen verhaal. De artiesten die over hun werk vertellen, maar ook het resulterende werk, zijn ondergeschikt aan de klanken, die als basis voor de muzikale compositie worden gebruikt. Het bijproduct ruis wordt in beeld gebracht, terwijl de voltooide kunstvoorwerpen secundair zijn. De installatie werd tentoongesteld in de vorm van dozen, waarin de betreffende compositie te horen is vanaf het deksel.
Talking Melody-Singing Story (2016) is gemaakt als onderdeel van Brody's artiestenresidentie bij de Münchner Kammerspiele. Het stuk is grotendeels gebaseerd op de operastructuur van aria en recitatief. Voor Talking Melody nam Brody zangers op, die zich het moment herinneren, waarop ze zich realiseerden dat hun stem speciaal was. Deze verhalen werden gebruikt om aria's te creëren op basis van de spraakmelodieën van de zangers. Voor Singing-Story nam Brody mensen op in drie verschillende steden, die beschrijven wat opera voor hen betekent. Deze antwoorden gingen vergezeld van een recitatief. De interviews zijn afgenomen met sterzangers als Anna Prohaska, Laurent Naouri en Lorin Sklamberg. De installatie werd getoond in een speciaal gebouwd miniatuuroperahuis.
Voices of Help (2016–2017) is een documentaire geluidsinstallatie in drie zalen in het Jugendmuseum in Berlijn. Het werk verkent het concept van hulp in de vorm van interviews met vrijwilligers en maatschappelijk werkers uit het post-socialistisch-communistische gebied van de Rote Insel in Berlijn. Elke stem kreeg een instrument om de persoonlijke kwaliteiten van de respondent te benadrukken. De eerste kamer is gewijd aan rapporten over het persoonlijke ontstaan van individuele helpers. De tweede kamer verkent de professionele instrumenten van maatschappelijk werkers met behulp van verzamelde interviews, en de derde kamer is gewijd aan degenen die het systeem van het helpen van de samenleving als geheel uitbreiden, voornamelijk door vrijwilligerswerk met vluchtelingen, wat vaak belangrijk is voor de helpers zelf. De tentoonstelling is geïnspireerd door verschillende factoren: de nieuwsgierigheid van Studs Terkel naar de buurt waarin Brody woont, de ervaring dat helpen een minder prominente plaats inneemt in de Amerikaanse cultuur en ten slotte kennis over de mensen, die Brody's moeder hielpen, toen ze op 13-jarige leeftijd met een kindertransport aan de nazi's in Wenen kon ontsnappen.

### Radiokunst en documentair werk
Tussen 2002 en 2012 produceerde Brody een aantal radioprogramma's voor kinderen, over jonge muziekliefhebbers uit verschillende landen. In deze programma's werden de jonge musici en componisten niet alleen geportretteerd, maar ook gereflecteerd op hun sociale en culturele leven. In de WDR-serie Musikselbermachen (2007-2008) werkte Brody ook samen met jonge vertellers, die de programma's presenteerden. Van 2010 tot 2012 zette hij dit project voort voor de SWR-serie Klangküche. De jonge musici, die zich bezighielden met de meest uiteenlopende muziekstijlen, kwamen uit Guatemala, Canada, de Verenigde Staten en Oost- en West-Europa. In 2013 produceerde Brody het korte artikel How I didn't meet Diana Ross voor NPR als onderdeel van de serie Berlin Stories.
In 2014 produceerde Brody een heel programma over geluidscultuur in Berlijn: The Fringe Sound of Berlin. Hier onderzocht hij de volgende vragen: Hoe klinkt de stad? Hoe beïnvloedt de mentaliteit van de stad de muzikanten? Op het programma staan interviews met architecten als Barkow Leibinger, Christine Edmaier, auteurs als Leslie Dunton-Downer, Robert Beachy, Carol Scherer en musici als David Marton, Marie Goyette, David Moss, Daniel Dorsch, Wolfgang Müller en Jochen Arbeit van Einstürzende Neubauten. In 2014 werkte Brody aan de ontwikkeling van de WDR-radioserie Made in America. Hiervoor schreef en produceerde hij het roadtrip-programma Southern Discomfort - A Jew from Oklahoma. Het behandelt de culturele raakvlakken tussen joodse en zuidelijke cultuur aan de hand van het leven van de legendarische bassist en songwriter Mark Rubin. In 2016 schreef en produceerde Brody de radioshow Most Wanted Poets, Escape from Alabama Prison voor WDR, over de invloed van kunst en poëzie op de barre levensomstandigheden van het gevangenissysteem in Alabama. In 2017 produceerde Brody een WDR-radioshow over de culturele perspectieven van de Duitse grondwet. Hij herbewerkte ook het project Talking Melody-Singing Story, dat ontstond tijdens zijn artiestenresidentie aan de Kammerspiele in München, tot radiokunst voor Deutschlandradio.

### Brody als trompettist
Gebaseerd op de speeltradities van de klassieke en jazztrompet, verenigt Brody in zijn werken taal, kunst en melodie in zijn trompetsolo's. Zijn solo trompettechniek is niet zozeer gebaseerd op traditionele melodische ideeën als wel op beweging, het gebruik van ruimte, het creëren van klanken en de melodische inspiratie van taal. Het rijke experimentele theatercircuit in Berlijn deed hem kennismaken met de regisseur David Marton, die bekend staat om zijn muziektheaterexperimenten. Brody werkt als uitvoerend artiest in het ensemble van David Marton en combineert improvisatie op de trompet met acteren. De groep heeft verschillende werken ontwikkeld in theaters, zoals MC93 (Huis van Cultuur in Parijs), de Schaubühne, de Volksbühne Berlin, het internationale Tsjechov Theaterfestival in Moskou en het Burgtheater in Wenen. Brody heeft zijn werken met stem en melodie uitgevoerd in een grote verscheidenheid aan galerijen en musea, zoals het Joods Museum Berlijn of de Galerie Häusler Contemporary in München. In 2016 had Brody een kunstenaarsresidentie in het operahuis van de Münchner Kammerspiele, waar hij een zangrol voor trompet op zich nam in de experimentele productie La Sonnambula.
Met de hulp van een subsidie van de Berlijnse Senaat richtte Brody in 2011 zijn ensemble Paul Brody's Sadawi op. De groep toerde uitgebreid in de Verenigde Staten, Canada en Europa en produceerde zeven albums voor Amerikaanse, Duitse en Poolse labels. Oorspronkelijk hield het ensemble zich bezig met de raakvlakken tussen hedendaagse jazz en traditionele klezmermuziek. Veel van deze composities zijn geïnspireerd door joodse filosofen zoals Martin Buber, Abraham Joshua Heschel en Walter Benjamin. Deze werken zijn terug te vinden op de drie albums, die tussen 2011 en 2013 voor het label Tzadik Records zijn opgenomen.
In 2014 begon het ensemble te doen wat Brody noemt de indie jazz cinematic sound en tekende een deal met Enja Records. Ze namen het album Behind All Words op, dat is opgedragen aan de gedichten van Rose Ausländer. De cd presenteert geavanceerde compositietechnieken met elektronica, strijkers en zangers, met gastsolisten Meret Becker, Clueso en Jelena Kuljić. De cd stond op de lijst van de beste voor de Duitse Record Critics Award in de categorie Grenzgangen. Sadawi's tweede album Vanishing Night bij Enja Records behandelt literatuur en theaterwerken en is opgedragen aan Mary Cappello, Czesław Miłosz en David Marton. Naast Sadawi trad Brody op als solist en in samenwerking met artiesten als John Zorn, Kent Nagano, Wim Wenders, Blixa Bargeld, Barry White, Ari Benjamin Meyers, David Moss, The Supremes, Tony Buck, Shirley Bassey, Ran Blake, Alan Bern, Frank London, Michael Rodach, Clueso, 17 Hippies, Daniel Kahn & The Painted Bird gespeeld en opgenomen.

## Onderscheidingen
- WDR 5 Lilipuz, favoriete nummers (WDR, EMI, Virgin Records) (2007)
- German Record Critics Award, lijst van de beste (2015)
- Gastartiest op de internationale radioconferentie in Wenen (2016)
- Internationaal Tsjechov Theaterfestival van Moskou

## Radioproducties
- WDR ‘Musikselbermachen’ (2007–2008)
- SWR ‘Klangküche’ (2010–2012)
- WDR Southern Discomfort – A Jew from Oklahoma (2014)
- WDR Most Wanted Poets, Escape from Alabama Prison (2016)
- WDR Grundgesetz – kulturelle Perspektiven im deutschen Grundgesetz (2017)
- Deutschlandradio – Radiokunst: Talking Melody – Singing Story (2017)

## Discografie
- 2000: Tango Toy: Klezmer Stories (Laika, 2000)
- 2002: DeToNation-Orchestra: Animals and Cowboys (NRW) met David Moss, Michael Rodach, Ed Schuller, Tony Buck en Gayle Tufts, Bettina Wauschke, Tomi Jordi, Rudi Mahall, Billy Bang
- 2004: Paul Brody's Sadawi: Beyond Babylon (Tzadik Records)
- 2008: Paul Brody's Sadawi: For The Moment (Tzadik)
- 2010: Paul Brody's Sadawi: Far from Moldova (Morgenland)
- ????: Paul Brody’s Sadawi: Hinter allen Worten/Behind all Words featuring Clueso, Jelena Kuljić & Meret Becker (Enja/Yellowbird)